# Manjoi jone
A Manjoi jone (hangul: 마녀의 연애, RR: Manyeoui yeonae), angol címén az A Witch's Love vagy Witch’s Romance 2014-ben a tvN csatornán bemutatott romantikus vígjátéksorozat Om Dzsonghva (Eom Jeong-hwa) és Pak Szodzsun (Park Seo-jun) főszereplésével. A sorozat a 2009-ben bemutatott tajvani My Queen remake-je.

## Történet
Pan Dzsijon (Ban Ji-yeon) egy pletykamagazin riportere, csak a munkájának él, megszállottan üldözi a sztárok magánéletét. 39 évesen még hajadon, hat évvel korábban a kedvese az oltár előtt hagyta ott. A nő mindenkivel rideg, felsőbbrendű és kioktató, kollégái utálják, barátnője is csak egy van. Édesanyja sámán segítségét kéri, hogy férjet találhasson neki. Dzsijon (Ji-yeon) véletlenül ismerkedik meg Jun Donghával (Yoon Dong-hával), a 25 éves fiatalemberrel, aki mindenféle munkát elvállal, hogy fenntartsa magát, mióta barátnője betegségben meghalt. A sors jóvoltából Dzsijon (Ji-yeon) és Dongha állandóan összefutnak, és a nő beleszeret a nála 14 évvel fiatalabb férfiba, szívét azonban fél megnyitni előtte, és nem csak a korkülönbség miatt.

## Szereplők
- Om Dzsonghva (엄정화, Eom Jeong-hwa) mint Pan Dzsijon (Ban Ji-yeon)
- Pak Szodzsun (박서준 , Park Seo-jun) mint Jun Dongha (Yoon Dong-ha)
- Jang Higjong (양희경, Yang Hui-gyeong) mint Dzsijon (Ji-yeon) anyja
- La Miran (라미란, Ra Mi-ran) mint Nare (Na-rae), Dzsijon (Ji-yeon) barátnője
- Jun Hjonmin (윤현민, Yun Hyeon-min) mint Jong Szucshol (Yong Su-cheol), Dongha barátja

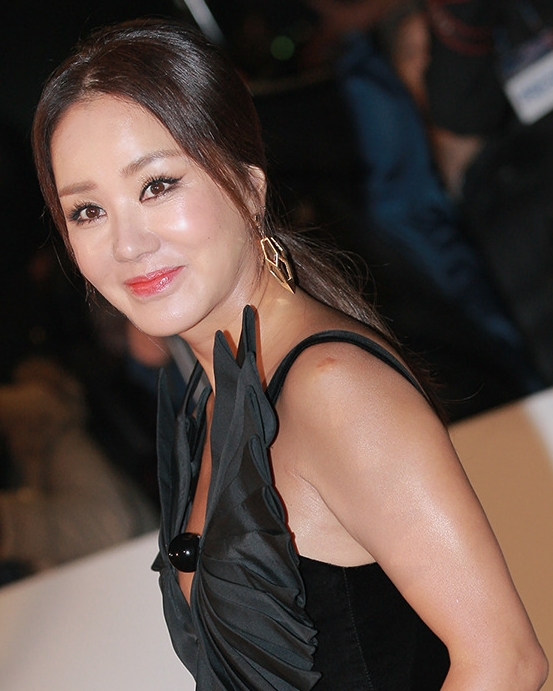
Om Dzsonghva (Eom Jeong-hwa)
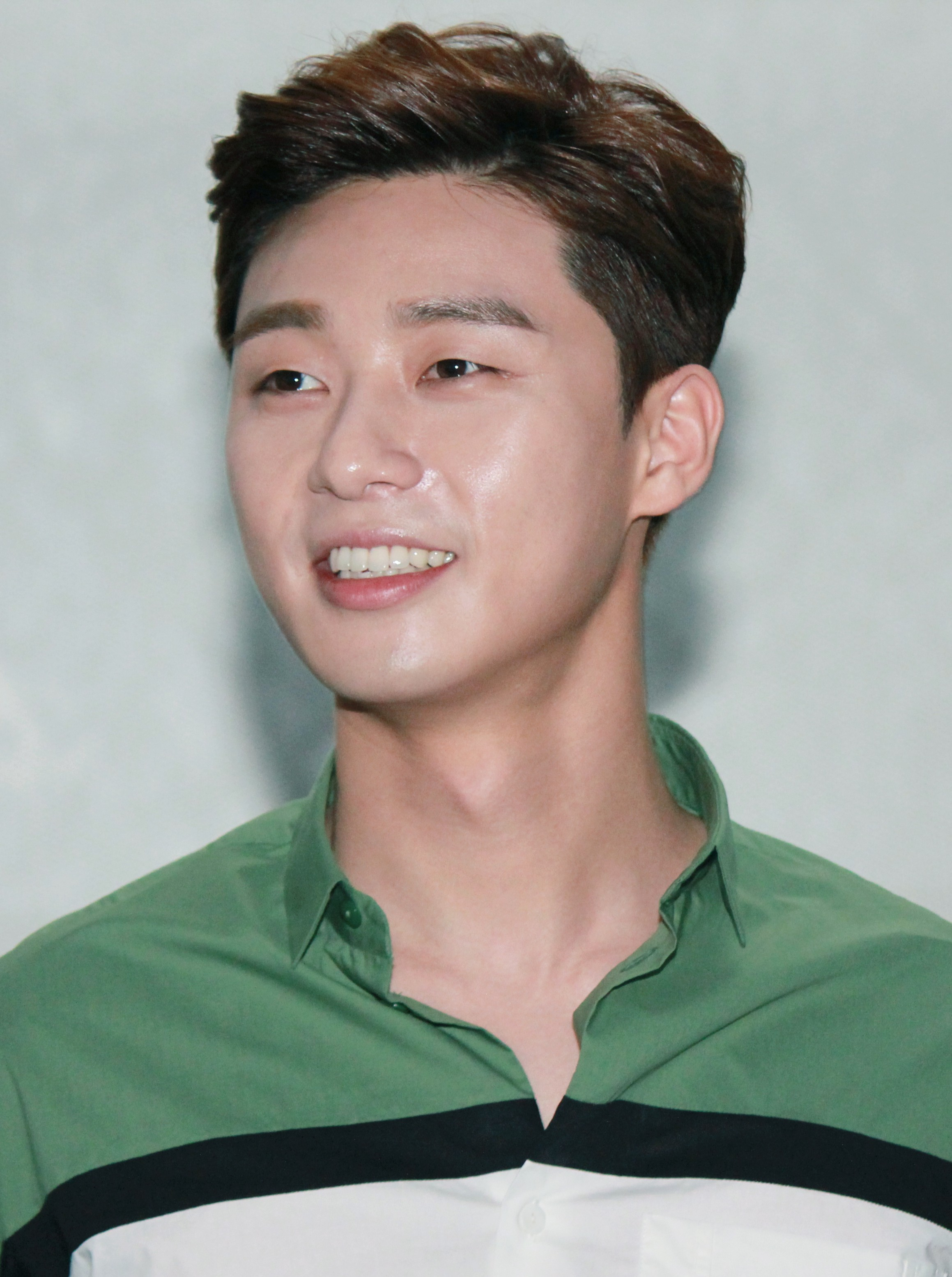
Pak Szodzsun (Park Seo-jun)